# پایگاه نیروی هوایی ونس
پایگاه نیروی هوایی ونس (به انگلیسی: Vance Air Force Base) یک پایگاه هوایی عمدتاً برای مقاصد آموزش خلبانی است . این فرودگاه در کشور ایالات متحده آمریکا در ایالت اوکلاهما قرار دارد .